# Lunda landsfiskalsdistrikt
Lunda landsfiskalsdistrikt var 1918-1941 ett landsfiskalsdistrikt i Södermanlands län, bildat som Jönåkers västra landsfiskalsdistrikt när Sveriges indelning i landsfiskalsdistrikt trädde i kraft den 1 januari 1918, enligt beslut den 7 september 1917. Den 1 januari 1922 (enligt beslut den 16 december 1921) ändrades landsfiskalsdistriktets namn till Lunda landsfiskalsdistrikt. Distriktet avskaffades den 1 oktober 1941 (genom kungörelsen 28 juni 1941) när Sverige fick en ny indelning av landsfiskalsdistrikt och dess område överfördes till det nybildade Jönåkers landsfiskalsdistrikt.
Landsfiskalsdistriktet låg under länsstyrelsen i Södermanlands län.

## Ingående områden

### Från 1918
Jönåkers härad:
- Björkviks landskommun
- Kila landskommun
- Lunda landskommun
- Tuna landskommun